# Heptathela tomokunii
Heptathela tomokunii ONO, 1997 è un ragno appartenente al genere Heptathela della famiglia Liphistiidae.
Il nome del genere deriva dal greco ἐπτά, heptà, cioè sette, ad indicare il numero delle ghiandole delle filiere che possiedono questi ragni, e dal greco θηλή, thelè, che significa capezzolo, proprio ad indicare la forma che hanno le filiere stesse.
Il nome proprio deriva dallo zoologo giapponese Masaaki Tomokuni.

## Caratteristiche
Ragno primitivo appartenente al sottordine Mesothelae: non possiede ghiandole velenifere, ma i suoi cheliceri possono infliggere morsi piuttosto dolorosi
Questa specie si distingue da Heptathela abca per la struttura dei genitali femminili, in particolare dalla forma della spermateca: le bursae principali di H. abca sono poste lateralmente e sono reniformi, mentre in H. tomokunii sono di forma ovale e poste proprio vicino ai genitali.
Il bodylenght (lunghezza del corpo escluse le zampe) è di 10,6 millimetri al massimo per i maschi e di 17 millimetri per le femmine. I cheliceri hanno 11-12 denti, per le femmine, al margine anteriore delle zanne. L'opistosoma ha forma ovale, più lungo che largo, le filiere mediane posteriori sono ridotte e fuse. Hanno due paia di spermateche di forma ovale: quelle mediane sono piccole e ravvicinate, le laterali sono piuttosto larghe.

## Colorazione
Il cefalotorace è di colore bruno chiaro o nocciola, i tubercoli oculari sono neri. I cheliceri bruno chiaro, le zanne sono bruno-rossicce. Lo sterno e le coxae delle zampe ed i pedipalpi sono bruni; gli altri segmenti delle zampe bruno-giallognoli. L'opistosoma è grigio, le scleriti dorsali sono beige chiazzate di grigio-bruno; le scleriti ventrali e le filiere sono bruno-giallognole.

## Habitat
I ragni di questa specie sono stati trovati in boschi di latifoglie sempreverdi; le porta-trappole che costruiscono hanno un diametro di 20-25 millimetri ed una profondità di 20 centimetri. Il periodo riproduttivo e di maggiore attività è nel mese di settembre.

## Distribuzione
Rinvenuta sul monte Tam Dao, nella provincia di Vĩnh Phúc del Vietnam settentrionale.